# Ротела
Ротѐла (на италиански: Rotella, на местен диалект Rëtèlla, Рътела) е село и община в Централна Италия, провинция Асколи Пичено, регион Марке. Разположено е на 395 m надморска височина. Населението на общината е 942 души (към 2011 г.).